# Alegeri în Angola
Angola este o țară în sud-vestul continentului Africa, formal, țara are un guvern democratic și e denumită Republica Angola.
Președintele atunci când a ajuns la putere avea vârsta de 37 ani și este acum al doilea lider cu cel mai lung mandat după Libia lui Muammar Gadafi. Fost ministru sub tutela primului președinte al Angolei, Augustino Neto, Eduardo dos Santos a fost numit președinte de partidul de guvernământ în 1979. Este de asemeni comandantul suprem al armatei și este responsabil de numirea judecătorilor.
La 29 septembrie și 30 septembrie 1992 alegerile au avut loc în Angola. Dos Santos a câstigat alegerile împotriva principalului sau rival Jonas Savimbi (49,5% vs. 40,7% dar din moment ce nici un candidat  nu a atins 50% din voturi a fost nevoie de un al doilea tur. La alegerile parlamentare MPLA a câștigat 54,7% din voturi cu 129 din 220 de locuri în parlament. UNITA a câstigat 34,1% cu 70 de locuri.
Retragerea lui Savimbi din al doilea tur de alegeri i-a dat lui Eduardo dos Santos mult așteptatul suport strain. SUA a recunoscut Angola în 1993.
În 1999 Dos Santos a câștigat o putere mai mare de la parlamentul Angolez devenind Secretarul Apărării. A anunțat în 2001 că se va retrage la alegerile prezidențiale următoare. Cu toate acestea în decembrie 2003 el a fost reales ca șef al MPLA. Alegeri prezidențiale nu au mai avut loc cu toate că au fost anunțate pentru 2006, apoi 2007, în cele din urmă a anunțat că următoarele alegeri prezidențiale vor avea loc în 2009.
După alegerile legislative din 2008 în care au câștigat MPLA, partidul a început să lucreze la o noua constituție care a fost introdusă la începutul anului 2010. În ceea ce privește noua constutuție , liderul partidului cu cele mai multe locuri în Parlament devine automat președinte al țării. 
Dos Santos a promis că va îmbunătăți viața angolezilor de rând cheltuind 50 de miliarde de dolari pentru construcția unui milion de locuințe pentru săraci. Odată cu scăderea prețului petrolului guvernu a fost forțat să întârzie plata către firmele constructoare.
In ciuda tăcerii președintelui și a promisiunilor încălcate, lipsa unei alternative la un lider politic este foarte probabil sa îl mențină la putere mulți ani de acum încolo.